# Klasificiranje galaktika
Klasificiranje galaktika svrstavanje je galaktika u skupine na temelju raznih kriterija, najčešće oblika, ali također i drugih svojstava.

## Uvod
Postoji više takvih sustava podjele, od kojih su najpoznatiji sljedeći:
1. Klasifikacija Knuta Emila Lundmarka nastala je oko 1922. godine, a prvi put je objavljena 1926. godine. Isključivo je morfološka.
2. Hubble-Sandage klasifikacija se idejno pojavljuje 1925. godine, prva inačica objavljena je 1936. godine, a druga 1961. godine. Također je morfološka, ali se mogu slijediti i neka fizikalna svojstva galaktika.
3. Klasifikacija Gerarda de Vaucouleursa objavljena 1956. godine predstavlja jednu modifikaciju Hubble-Sandage sustava.
4. Klasifikacija Williama Wilsona Morgana idejno nastaje 1957. godine, a biva objavljivana 1958., 1959. i 1961. godine, svaki put u malo izmijenjenoj inačici. Temelji se na fizikalnim svojstvima galaktika, dok je oblik same galaktike od manje važnosti.
5. Erik Holmberg objavljuje modifikaciju Hubble-Sandage sustava 1958. godine.
6. Klasifikacija Sidneya van den Bergha, koja se temelji na fizikalnim svojstvima, javlja se 1960. godine.
7. Fritz Zwicky temelji svoju klasifikaciju isključivo na fizikalnim svojstvima galaktika. Ova klasifikacija objavljena je 1964. godine.

## Lundmarkova klasifikacija
Klasifikacija je nastala oko 1922. godine, prvi put je objavljena 1926. godine. Isključivo je morfološkog karaktera.

### Uvod
Ova klasifikacija nije toliko poznata kao Hubble-Sandageov sustav, ali je zanimljiva zbog toga što joj je vrlo slična, pa su je neki držali plagijatom, iako je dokazano nastala prije Hubbleova prijedloga. Kriterij po kojemu je Lundmark svrstavao galaktike drugačiji je od Hubbleova. Podjela unutar razreda temelji se na stupnju koncentracije prema središtu. Klasifikacija "anagalaktičkih" maglica dijeli galaktike u četiri razreda:
1. Anomalni objekti
2. Kuglaste, eliptične, elongirane, ovalne ili lećolike maglice
3. Magellanove maglice
4. Spiralne maglice

### Opis klasifikacije
Lundmark je klasificirao sve vrste nebeskih maglica, a galaktike je pod imenom "anagalaktičke maglice" označio s II, ili A:
II. Anagalaktičke maglice..........A
Anagalaktičke maglice dijele se u četiri razreda:
1. Anomalne maglice..........Aa
Struktura vrlo osebujna i podsjeća na neke od planetarnih maglica.
Primjeri: NGC 2537, NGC 5144
2. Kuglaste, eliptične, elongirane, ovalne ili lećolike maglice..........Ae
Spiralna se struktura ne može slijediti, no ovdje spadaju spiralne galaktike koje se vide sa strane. Obuhvaća velik broj objekata. S obzirom na stupanj koncentracije prema središtu, razlikuje se šest tipova:
a) Vrlo malo zbijene prema središtu..........Ae0
Primjer: NGC 4302
b) Malo zbijene prema središtu..........Ae1
Primjer: IC 2233
c) Nešto zbijene prema središtu..........Ae2
Primjer: NGC 1600
d) Prilično zbijene prema središtu..........Ae3
Primjer: NGC 4382
e) Mnogo zbijene prema središtu..........Ae4
Primjer: NGC 4278
f) Vrlo mnogo zbijene prema središtu..........Ae5
Primjer: NGC 4486
U slučaju ako je prisutna apsorpcija, dodaje se nakon oznake tipa slovo a, (npr. Ae2a)
3. Magellanove maglice..........Am
Ovaj razred obuhvaća nepravilne galaktike ili galaktike kod kojih se može nazrijeti degeneracija spiralnosti. Lundmark je vjerojatno ovim razredom htio obuhvatiti prijelazne galaktike s onih bez spiralne strukture na spiralne galaktike. S obzirom na stupanj koncentracije prema središtu, razlikuju se dva podrazreda, odnosno šest tipova:
1) Vrlo malo ili uopće bez zbijenosti prema središtu
a)..........Am0
Primjer: NGC 4449
2) Različiti stupnjevi zbijenosti prema središtu
b)..........Am1
c)..........Am2
d)..........Am3
e)..........Am4
f)..........Am5
4. Spiralne maglice..........As
Razlikuje se sedam podrazreda, odnosno jedanaest tipova:
1) Spiralna struktura jedva vidljiva
a)..........As0
Primjer: NGC 4594
2) Različiti stupnjevi zbijenosti prema središtu
b)..........As1
c)..........As2
d)..........As3
e)..........As4
f)..........As5
Unutar ovoga podrazreda razlikuju se dvije varijante:
Kontinuirani spiralni krakovi..........As1c - As5c
Spiralni krakovi razbijeni u pjege ili odijeljene točke..........As1b - As5b
3) Jednom granate spirale
g)..........Aso
Primjer: NGC 5278
4) Spiralni krakovi oblikuju sjajan prsten
h)..........Asr
Primjer: NGC 4736
5) Dvojbena veza prstena sa središtem
i)..........Ass
Primjer: NGC 936
6) Prsten ili krakovi povezani sa središtem kroz prečku
j)..........Asp
Primjer: NGC 1326
7) Spiralni krakovi imaju neku dodatnu maglicu
k)..........Asa
Primjer: NGC 5194-95

### Zaključak
Lundmarkova je klasifikacija isključivo morfološka. Podjela na razrede temelji se na vanjskom obliku, odnosno stupnju razvijenosti spiralnih krakova: prvo su maglice bez oblika, zatim slijede simetrične maglice bez spiralne strukture, potom maglice kod kojih se može nazrijeti spiralna struktura, te na kraju maglice sa spiralnom strukturom. Podjela unutar razreda izvršena je na temelju stupnja koncentracije prema središtu. Fizikalna svojstva galaktika ne mogu se doznati iz ove klasifikacije (za razliku od Hubble- Sandage, gdje se može, na primjer, pratiti smjer evolucije). Na sljedećoj tablici prikazana je usporedba Lundmarkove i Hubble-Sandage klasifikacije:
| Lundmark | Hubble-Sandage  |
| -------- | --------------- |
| Aa       | Sc              |
| Ae       | E, S0, SB0      |
| Am       | Irr I           |
| As       | Sa, Sb, Sc, SBa |

Sljedeća tablica prikazuje popis navedenih primjera u ovom prikazu Lundmarkove klasifikacije, njihov tip u toj klasifikaciji, te, za usporedbu, tip u Hubble-Sandage sustavu:
| NGC     | Lundmark | Hubble-Sandage |
| ------- | -------- | -------------- |
| 936     | Ass      | SBa            |
| 1326    | Asp      | -              |
| 1600    | Ae2      | E5             |
| 2537    | Aa       | Sc             |
| 4278    | Ae4      | E1             |
| 4302    | Ae0      | -              |
| 4382    | Ae3      | S0             |
| 4449    | Am0      | Irr I          |
| 4486    | Ae5      | E0 pec         |
| 4594    | As0      | Sa/Sb          |
| 4736    | Asr      | Sb             |
| 5144    | Aa       | -              |
| 5278    | Aso      | -              |
| IC 2233 | Ae1      | -              |

## Hubble-Sandage klasifikacija

### Uvod
Hubble je ovaj oblik klasificiranja galaktika predložio 1925. godine, a sustav se prvi put javlja detaljno opisan u Hubbleovoj knjizi The Realm of the Nebulae ("Carstvo maglica") 1936. godine. Shema toga prvobitnog sustava sastoji se od niza eliptičnih galaktika (E) koji se kreće od E0 (okrugli oblik) do E7 (lećoliki oblik) i dva paralelna niza spiralnih galaktika: normalnih spiralnih galaktika (S) i prečkastih spiralnih galaktika (SB). Svaki od ta dva niza podijeljen je na tri dijela: rani (a), intermedijarni (b) i kasni(c). Na kraju se ta dva paralelna niza opet spajaju u jedan koji predstavlja galaktike nepravilna oblika podijeljene u dva tipa (I i II) prema mogućnosti razlučivanja zvijezda.
Neprikladnost prvobitnog sustava očituje se u tome što paralelni tipovi spiralnih nizova označeni jednakim indeksima (a, b,c) nemaju jednake karakteristike razvijenosti spiralnih krakova i građe (npr. rane S galaktike (Sa)  nisu slične ranim SB galaktikama (SBa), nego više intermedijarnim SB galaktikama (SBb)). Tip SBa ove klasifikacije obuhvaćao je sve galaktike bez spiralne strukture, ali s izraženom prečkom, a odgovarajući dio u S nizu (Sa) sadržavao je galaktike s razvijenom spiralnom strukturom čije je prisustvo, gdje nije mogla biti izravno otkrivena, pretpostavljena, a nemogućnost njezina otkrivanja pripisivana je nezgodnom položaju galaktika ili nekim drugim uzrocima. Osim toga, prijelaz od E7 na Sa bio je previše nagao, pa je bilo potrebno pretpostaviti prijelazne oblike, dok kod prečkastih galaktika to nije slučaj, jer SBa galaktike još uvijek nemaju spiralnu strukturu, pa kao takve predstavljaju prijelaz od E7 na SB niz.
Nakupljanjem podataka i povećanjem broja kvalitetnih fotografija, nedostatak prvobitne Hubbleove klasifikacije je ispravljen. Otkrivene su mnoge galaktike kasnije od tipa E7, a još uvijek ranije od Sa (što znači, bez prečkaste građe). To su galaktike s eliptičnošću koja prelazi granice razreda E, ali još uvijek bez znakova spiralne strukture. Kako je taj podrazred, po svojim osnovnim karakteristikama, stajao paralelno s SBa ( onim iz 1936. godine), morala je u novom sustavu biti uvedena još jedna izmjena i to u SB nizu, kako bi se oznake i osobine galaktika podudarale. To je bilo učinjeno na način
prikazan na sljedećoj tablici:
| Stara oznaka | Oznaka u revidiranom sustavu |
| ------------ | ---------------------------- |
| Sa           | S0 Sa                        |
| Sb           | Sb                           |
| Sc           | Sc                           |
| SBa          | SB0                          |
| SBb          | SBa SBb                      |
| SBc          | SBc                          |

Tako sad u oba niza oznaka a označava pojavu spiralnosti, a indeks 0 prijelazni stupanj, to jest, galaktike kasnije od E7, ali bez spiralne građe. Na Sl. 1. je prikazan konačni izgled Hubble-Sandage klasifikacije.
Hubble je umro 1953. godine, a sređivanja njegovih rukopisa prihvatio se Allan Sandage koji je pritom unosio i neke svoje izmjene, te je stoga u naziv ove klasifikacije uključeno i njegovo ime.

### Opis klasifikacije
Hubble je, za razliku od Lundmarka, podjelu izvršio na temelju tri klasifikacijska kriterija:
1) relativna veličina nerazlučenog područja jezgre
2) otvorenost spiralnih krakova
3) stupanj razlučenosti krakova u zvijezde
Na Sl. 2. prikazana je detaljna shema klasifikacije. Na lijevoj strani su ranije, na desnoj kasnije galaktike (ne odnosi se na razvoj), kako ih je nazivao Hubble. Ranija galaktika, u odnosu na neku kasniju, ima relativno veće nerazlučeno područje jezgre, manje otvorene spiralne krakove, te manji stupanj razlučenosti krakova u zvijezde.
1) Razred E - eliptične galaktike
Ovaj najraniji razred obuhvaća galaktike potpuno simetričnih oblika kod kojih su dvije osi jednake, a treća može, ali ne mora, biti manja. Raščlanjivanje u tipove napravljeno je na temelju geometrije projicireanih slika, jer stvarna eliptičnost kod nekih nije bila poznata (osim kod tipa E7), to jest, nije bila poznata orijentacija glavnih osi prema pravcu gledanja. Podjela je, dakle, izvršena isključivo prema stupnju eliptičnosti koji je izražen formulom: {\displaystyle n=10\times \left[1-\left({\frac {b}{a}}\right)\right]} gdje je a promjer velike osi, b promjer male osi (Sl. 3).
Tako se dobiva osam tipova, označenih od E0 do E7 (za tip E0, n=0; za tip E7, n=7). Eliptičnih galaktika spljoštenijih od E7 nema, jer one kod kojih je n veće od 7 pokazuju tragove osnovne ravnine (vanjsko područje niskog površinskog sjaja) koja je karakteristična za spiralne galaktike i to su galaktike tipa S01.
Stvarna eliptičnost galaktike nije poznata, pa, na primjer, jedna galaktika tipa E5 može u projekciji predstavljati bilo koju od E0 do E5. Statistički je bilo utvrđeno (pod pretpostavkom da su simetrične osi slučajno orijentirane u prostoru) da su stvarne eliptičnosti raspodijeljene gotovo jednolično od E0 do E7 kao i u prividnim tipovima (a ne da ima više E0 nego E7, zbog spomenutih razloga).
Zajednička svojstva svih E galaktika su ova:
- površinski sjaj opada ravnomjerno od jezgre prema rubu
- razlučivanje u zvijezde je gotovo moguće, ili vrlo teško
- galaktike se sastoje uglavnom od starih zvijezda (koje su vjerojatno u istom stadiju razvitka kao i zvijezde u kuglastim skupovima
- prašine također nema (vidjeti 3.3. Zaključak - o odnosu prašine i mladih zvijezda u galaktikama)
Kako u eliptičnim galaktikama nema prašine, ne mogu se stvarati mlade zvijezde, jer nema više materijala, pa takve galaktike možda predstavljaju posljednje stadije u razvoju.
Primjeri galaktika tipa E:
| NGC     | tip   |
| ------- | ----- |
| 185     | Epec  |
| 750-751 | E0/E0 |
| 3377    | E6    |
| 4278    | E1    |
| 4406    | E3    |
| 4486    | E0pec |
| 4621    | E5    |
| 4697    | E5    |
2) Prijelazni razred s eliptičnih na spiralne galaktike
U prvobitnoj Hubbleovoj klasifikaciji ovaj razred još nije bio prepoznat. Hubble tek kasnije uočava nužnost postojanja tog prijelaznog razreda, te ga u klasifikaciji iz 1936. godine uvodi kao hipotetički, a do 1950. godine ovaj je razred ustanovljen i empirijski. Razred se sastoji od dva podrazreda: S0 (galaktike otkrivene ili prepoznate nakon 1936. godine) i SB0 (to su SBa galaktike u sustavu iz 1936. godine).
1. Podrazred S0 - prijelaz s eliptičnih na normalne spiralne galaktike (lećaste)
Galaktike podrazreda S0 spljoštenije su od razreda galaktika E7 (ali ne moraju biti), no još uvijek ne pokazuju spiralnu strukturu. Uočavaju se tragovi osnovne ravnine. Ove galaktike nemaju prečku, pa su sastavni dio niza normalnih spiralnih galaktika.
Spljoštenost ovih galaktika također ovisi o orijentaciji glavnih osi u odnosu na pravac gledanja, no stvarna spljoštenost je veća nego kod E7 galaktika, o čemu svjedoči pojava osnovne ravnine. To je vjerojatno posljedica velike brzine rotacije, zbog čega dolazi do izbacivanja tankog sloja materije. Tako galaktika ima oblik koji se sastoji iz gustoga jezgrinog područja, oko kojega se nalazi tanki omotač, ili disk (nema ravnomjerna opadanja sjaja od jezgre prema periferiji).
Kao prijelazni oblik, galaktike S0 posjeduju svojstva kako eliptičnih tako i normalnih spiralnih galaktika: odsustvo krakova i odsustvo prašine približuje ih eliptičnim galaktikama, dok ih spljoštenost i pojava ravnine svrstava među spiralne. Podrazred S0 podijeljen je u tri tipa:
S01 tip najbliži je E razredu. Mogu se uočiti začeci osnovne ravnine. Površinski sjaj ravnomjerno opada od jezgre prema rubu.
Primjeri NGC: 1201, 3329, 4150, 4684, 4762, 7457
NGC 3115 (E7/S01)
S02 tip predstavlja galaktike slične S01 galaktikama, samo ovdje površinski sjaj ne opada tako ravnomjerno, nego se čini kao da je jezgra okružena tamnijim omotačem. Primjećuju se i manji apsorpcioni pojasevi u obliku laganih krakova.
Primjeri NGC: 524, 3065, 4215, 4111, 7332
S03 tip obuhvaća galaktike kod kojih je unutar jezgre nađen apsorpcioni pojas koncentričan s njom, pa se čini da je jezgra okružena svijetlim prstenom. Ovo ukazuje na nešto veće količine prašine nego kod prethodnih tipova.
Primjeri NGC: 3032, 4459, 4710, 404
Naravno da nema neke stroge granice među ovim tipovima, pa se javljaju i međuoblici, a isto tako ima i galaktika koje se, zbog specifičnog oblika, ne mogu smjestiti niti u jedan tip, iako je sigurno da pripadaju ovom razredu, pa se takve označavaju s S0pec (Primjer: NGC 2685).
U ovom podrazredu počinju se razlikovati dvije varijante galaktika koje se mogu pratiti kroz cijeli niz normalnih spiralnih galaktika (ove varijante postoje i kod prečkastih spiralnih galaktika). U S02 tipu uočavaju se začeci krakova koji idu od jezgre, dok u S03 tipu oni izlaze tangencijalno na postojeći prsten. Prva varijanta označava se s (s), a druga s (r). Te su varijante ilustrirane na slici 7.
2. Podrazred SB0 - prijelaz s eliptičnih na prečkaste spiralne galaktike
Kao što je već spomenuto, ovaj je podrazred dobiven iz SBa (starog) tipa, nakon uvođenja podrazreda S0, da bi se očuvala paralelna povezanost u istim razredima.
Granice podrazreda su: na E strani prisutnost prečke, a na SB strani odsutnost prave spiralne građe. Glavna svojstva ovih galaktika jesu:
- prečka koja prolazi kroz jezgru i svršava na krajevima leće (omotača)
- leća nižeg intenziteta sjaja koja je koncentrična s jezgrom i okružuje ju
- ponekad vanjski omotač ili vanjski prsten
Razvoj prečke ide u nizu od ranijih prema kasnijim oblicima, te je, uz osnovne kriterije, podjela na tipove izvršena i na temelju stupnja razvijenosti prečke. Razlikuju se tri tipa: SB01, SB02 i SB03 (idu paralelno s S01, S02 i S03, vidjeti sliku 2.).
SB01 tip je najraniji. Uočljivo je dosta široko područje jačeg sjaja koje se proteže kroz leću pod dosta proizvoljnim kutom (efek geometrije projiciranih slika), a predstavlja prečku. No, ona je još uvijek dosta nejasna i teško se slijedi.
Primjeri NGC: 1023, 4435, 4612
SB02 tip obuhvaća galaktike kojima je područje jačeg sjaja uže nego kod tipa SB01, te se može razlikovati jezgra od prečke, pa i detalji prečke. Može se uočiti da se prečka na krajevima završava s područjima koja su nešto šira i povišenog su sjaja (vidjeti sliku 9.)
Primjeri NGC: 2859, 2950 (SB01/SB02), 4262 (SB02/SB03)
SB03 tip galaktika ima najrazvijeniju prečku u SB0 podrazredu koja daje velik doprinos sjaju čitava sustava. Neki primjeri ovoga tipa pokazuju začetke spiralne građe. U većini slučajeva to je obično prsten koji dodiruje krajeve prečke.
Primjeri NGC: 4262(SB02/SB03), 4643 (SB03/SBa(r))
Iz SB03 tipa odvajaju se dva paralelna niza koji se mogu slijediti kroz cijeli SB podrazred: jedan niz čine galaktike kod kojih krakovi počinju tangencijalno na vanjski prsten i te se galaktike označavaju s (r). Drugi niz čine galaktike čiji krakovi započinju s krajeva prečke i te se galaktike označavaju sa (s). (Vidjeti sliku 10. i sliku 2.)

3) Razred spiralnih galaktika
Razred spiralnih galaktika obuhvaća dva podrazreda koji čine zasebne nizove: S i SB niz. U svakom nizu postoje po dvije varijante koje čine zasebne nizove: (r) i (s) niz (vidjeti sliku 2.). Tek ovdje naročito dolaze do izražaja 2) i 3) kriteriji klasificiranja (opisani u poglavlju Opis klasifikacije), jer se tu susreću galaktike s razvijenom i dobro uočljivom spiralnom građom. (Na prvi pogled moglo bi se učiniti da se prvi kriterij s kriterijima za krakove, no pregled velikog broja fotografija pokazao je da ima Sa galaktika (klasificiranih po kriterijima 2) i 3), koje već imaju mala jezgrina područja. Zato se pripadnost galaktika a, b ili c tipu temelji prvenstveno na svojstvima krakova. Naprotiv, izgleda da postoji jak međusobni odnos između čvrstoće spiralnog oblika i razlučivanja zvijezda u krakovima.)
U svakom nizu (podrazredu) podjela je izvršena na tri tipa: rani (a), intermedijarni, ili međuprijelazni (b) i kasni (c), koji stoje paralelno (Sa i SBa, itd.). Granice među tipovima nisu oštre, dapače postoje kao prijelazni oblici i međutipovi )npr. Sa/Sb). Idući od ranijih prema kasnijim tipovima, uočavamo postupno smanjivanje jezgrinog područja, spiralni krakovi postaju sve otvoreniji i mogućnost razlučivanja krakova sve je veća. Kod kasnih Sc galaktika (Sandage ih je označio s Sd, kao prijelazni oblik) spiralni krakovi su toliko otvoreni da se već pomalo gubi oblik galaktike i ona je sve sličnija nepravilnim galaktikama (Irr). Kasniji tipovi imaju također i veće količine prašine i veće količine mladih zvijezda, dok je starih zvijezda sve manje (one su uglavnom u maloj jezgri).
a) Tipovi spiralnih galaktika s indeksom a
Sa tip predstavlja prve prave spiralne galaktike. Spiralni krakovi su čvrsto zamotani i glatki, a skoro bez razlučivanja u zvijezde. U kasnijim primjerima može se uočiti prisustvo manjih količina prašine. Ne valja se čvrsto držati podjele na temelju prvog kriterija, jer veliko jezgrino područje nije preduvjet za Sa galaktike. Zato je moguća podjela na podtipove temeljena na karakteristikama jezgrinog područja (podtip NGC 1302 s većim jezgrinim područjem i podtip NGC 4866 s manjim jezgrinim područjem).
Primjeri:
| NGC  | NGC  |
| ---- | ---- |
| 1302 | 2811 |
| 3898 | 3368 |
| 718  | 3623 |
| 2775 | 4274 |
| 2681 | 4293 |
| 4378 | 4457 |
| 4866 | 5614 |
SBa tip predstavlja najranije galaktike podrazreda SB. Krakovi su još dosta slabo razvijeni, čvrsto zamotani i vrlo glatki. Prečka je slična kao u SB03 tipu. Prašinasti pojasevi su još uvijek dosta rijetki. U kasnijim primjerimma počinje razlučivanje krakova u zvijezde.
Primjeri:
| NGC  | tip       |
| ---- | --------- |
| 175  | SBa(s)    |
| 2217 | SBa(r)    |
| 3185 | SBa(s)    |
| 4314 | SBa(s)pec |
| 5566 | SBa(r)    |
| 7743 | SBa(s)    |
b) Tipovi spiralnih galaktika s indeksom b
Sb tip obuhvaća velik broj galaktika intermedijarnih od Sa do Sc. Zbog toga je moguća podjela na veći broj podtipova. Krakovi su otvoreniji nego kod Sa, jezgrino područje je manje, u krakovima je u većoj mjeri moguće razlučivanje u zvijezde i zamjećuju se nešto veće količine prašine.
Primjeri:
| NGC  | NGC  | NGC  |
| ---- | ---- | ---- |
| 23   | 2841 | 3333 |
| 210  | 3031 | 4450 |
| 224  | 3145 | 4565 |
| 488  | 3147 | 4569 |
| 615  | 3521 | 4580 |
| 891  | 3627 | 4699 |
| 972  | 3705 | 4736 |
| 1068 | 4062 | 4826 |
| 1832 | 4216 | 5055 |
| 1964 | 4237 | 6814 |
| 2841 | 7217 | 7331 |
SBb tip predstavlja intermedijarne oblike u podrazredu prečkastih galaktika. Vrlo oštra je podjela u dvije varijante (s) i (r). Dobro je definirana struktura prečke. Krakovi su jače odmotani nego kod SBa, moguće je razlučivanje zvijezda u krakovima, uočene su veće količine prašine.
Primjeri:
| NGC  | tip     |
| ---- | ------- |
| 1097 | SBb(s)  |
| 1300 | SBb(s)  |
| 1398 | SBb(r)  |
| 2523 | SBb(r)  |
| 3351 | SBb(rs) |
| 4394 | SBb(sr) |
| 4548 | SBb(sr) |
| 4593 | SBb(rs) |
| 5383 | SBb(s)  |
Kao što se iz nekih primjera vidi, postoje prijelazni oblici (sr) i (rs), a isto tako, mogu se uočiti i prijelazni oblici poput SBb/Sb.
c) Tipovi spiralnih galaktika s indeksom c
Sc tip su galaktike koje karakteriziraju mnogostruki spiralni krakovi koji su jako rašireni i koji posjeduju visok stupanj razlučivanja u zvijezde i vrlo mnogo prašinastih dijelova. Gotovo redovito krakovi se nakon 90° granaju. Iako razlučivanje u zvijezde ovisi i o samoj udaljenosti galaktike, kod ovog tipa je to toliko izraženo da je ono otkriveno i u primjerima s crvenim pomakom koji ukazuje na brzine veće od 15.000 km/sek.
Galaktike Sc tipa pokazuju veliku raznolikost oblika, pa se može razlikovati barem šest glavnih podtipova predstavljenih razvojem duž niza od ranih prema kasnijima. Kasniji primjeri toliko su razvijeni da je nemoguće uočavanje (s) i (r) varijanti, a i oblik im je toliko nepravilan da se jako približavaju Irr galaktikama. Takve kasne primjere Sandage je označio s Sd.
Primjeri:
| NGC | NGC  | NGC  |
| --- | ---- | ---- |
| 45  | 1084 | 3810 |
| 157 | 1232 | 4244 |
| 253 | 1637 | 4793 |
| 598 | 2403 | 7314 |
SBc tip karakterizira velik stupanj razlučivanja prečke i spiralnih krakova, kao i otvorenost spiralnih krakova do granica s Irr razredom. Kod galaktika ovog tipa opažaju se velike količine prašine (i mladih zvijezda).
Primjeri:
| NGC  | tip     |
| ---- | ------- |
| 1073 | SBc(sr) |
| 2525 | SBc(s)  |
| 3367 | SBc(sr) |
| 4088 | SBc/Sc  |
| 7640 | SBc(s)  |
| 7741 | SBc(s)  |
4) Razred nepravilnih galaktika, Irr
Razred nepravilnih galaktika obuhvaća 2,5% svih galaktika sjajnijih od mpg = 13,0. Oštra je podjela u dva tipa: Irr I i Irr II. Galaktike ne pokazuju nikakvu simetriju. Spiralna struktura je potpuno odsutna. Ne postoji nikakvo centralno sjajno područje.
Irr I tip obuhvaća galaktike kod kojih je moguće visoko razlučivanje u sjajne zvijezde tipa O i B. Prisutno je dosta prašine.
Primjeri: IC 1613, IC 2574, NGC 2366
Ovdje spadaju Veliki i Mali Magellanov oblak, ali izgleda da oni posjeduju slabo izraženu prečku, u kojem slučaju onda spadaju pod SBc tip.
Irr II tip su galaktike koje uuopće ne pokazuju razlučivanje u zvijezde. Ima mnogo tamnih apsorpcionih pojaseva i mrlja. Uglavnom su dosta niskoga površinskog sjaja. Kako ni kod bliskih galaktika ovog tipa nema razlučivanja zvijezda, one su, zasad, zagonetka.
Primjeri: M 82, NGC 3077, NGC 5195, NGC 520

### Zaključak
Kriteriji kojima se koristi klasifikacija Hubble-Sandage isključivo su morfološki. Tako je dobiven karakteristični dijagram tog sustava (Sl. 1. odn. Sl. 2.), a kasnije su uočene činjenice koje također slijede shemu sustava. Uočeno je da su ranije galaktike siromašnije mladim zvijezdama i prašinom i da sadrže uglavnom starije zvijezde, dok kasnije galaktike sadrže uglavnom mlade i vruće zvijezde kao i velike količine prašine. Jezgre galaktika sastoje se od starih zvijezda sličnih zvijezdama populacije II, dok se krakovi i omotač sastoje iz mlađih zvijezda i prašine. Sve to ukazuje na to da bi Hubble-Sandage sistem vjerojatno mogao predstavljati dijagram evolucije galaktika koja se kreće od Irr prema E, to jest, zdesna nalijevo. Tome u prilog ide otkriće da je odnos između količine prašine i mladih zvijezda u svim tipovima 1:1. To bi značilo da, dok ima prašine, ima i stvaranja mladih zvijezda; što je prašine manje, mlade se zvijezde sve manje stvaraju, a kad prašine nema, nema niti stvaranja mladih zvijezda. No valja naglasiti i to da pravac razvoja duž tog niza nije općenito prihvaćen.
Prednost je Hubble-Sandage sustava što se zasniva na najuočljivijim svojstvima galaktika (razvijenost spiralnih krakova i veličina jezgre) i što svrstavanje neke galaktike u jedan od tipova prikazuje srazmjerno puno značajki te galaktike. Glavni je nedostatak tog sustava u tome što je vrlo teško smjestiti prijelazne oblike i one koji općenito odstupaju od uobičajena izgleda. Ovi zadnji uglavnom se označavaju oznakom pec (pekulijarna, neobična). Nedostatke Hubble-Sandage sustava nastojali su ispraviti de Vaucouleurs i Holmberg u svojim modifikacijama ove klasifikacije.
Na kraju, evo još i relativne frekvencije galaktičkih tipova:
| Tipovi  | Frekvencija |
| ------- | ----------- |
| E0-E7   | 17%         |
| Sa, SBa | 19%         |
| Sb, SBb | 25%         |
| Sc, SBc | 36%         |
| Irr     | 2,5%        |

## De Vaucouleursova klasifikacija

### Uvod
Klasifikacija Gerarda de Vaucouleursa predstavlja najsavršeniju modifikaciju sustava Hubble-Sandage. De Vaucouleurs je u periodu od 1952. do 1956. godine na Mt. Stromlo Obs. snimio velik broj galaktika južnoga neba, pa se osjetila potreba za opsežnijim klasifikacijskim sustavom. Nakon diskusije s Allanom Sandageom 1955. godine, ovaj je sustav općenito prihvaćen.

### Opis klasifikacije
Na slici 11. prikazan je grafički izgled ideje de Vaucouleursova sustava. Dijagonale predstavljaju četiri glavna strukturalna niza: SA(r), SA(s), SB(r) i SB(s). Spiralne galaktike označene su s S, normalne spiralne s SA, a prečkaste spiralne s SB. Prijelazni razred s eliptičnih na spiralne je S0 i dijeli se na tri tipa: S0-, S0o i S0+. Sm predstavlja Magellanov tip i prijelaz je sa spiralnih na nepravilne. De Vaucouleurs drži da je spljoštenost kod eliptičnih galaktika nevažna, jer ne predstavlja bitno svojstvo galaktike.
Klasifikacijski kriteriji su isti kao i u Hubble-Sandage sustavu. Idući od centra prema van, galaktike su sve nekompaktnije i otvorenije. Koncentrični krugovi predstavljaju odgovarajuće (u Hubble-Sandage sustavu paralelne) stadije. Nepravilne Irr galaktike su izvan sheme. One se dijele na dva tipa: Im (slične su po izgledu Magellanovim oblacima, ali bez ostataka spiralne strukture) i I (tzv. "nemagellanove nepravilne galaktike"). Tip I bi možda bolje bilo bilježiti s I0, jer galaktike tog tipa pokazuju neke sličnosti s S0 galaktikama.

### Zaključak
Prednosti su de Vaucouleursova sustava uglavnom u tome što je moguće vrlo precizno odrediti mjesto prijelaznih oblika i to između SA i SB, kao i između (r) i (s).
Nedostatak je u tome što na shemi nema mjesta za nepravilne galaktike.
Ova klasifikacija je, jednako kao i Hubble-Sandage klasifikacija, morfološka, no ipak je moguće slijediti neka fizikalna svojstva duž radijusa na shemi. Bliže centru su galaktike koje se uglavnom sastoje od starijih zvijezda, a dalje od njega su galaktike koje se sastoje uglavnom od mlađih zvijezda. Razvoj galaktike bi se (iako to nije općenito prihvaćeno) mogao odvijati od periferije prema središtu kruga.
Klasificiranje prema Gérard-Henriju de Vaucouleursu također je u upotrebi, ali rijetko.

## Morganova klasifikacija

### Uvod
Fotoelektričnim mjerenjima spektra galaktika može se, kao i kod zvijezda, mnogo doznati o njihovu sastavu. Kako galaktike nisu sastavljene samo od zvijezda jednakih spektralnih tipova, njihove boje ovisit će o zvijezdama koje njima dominiraju. W. W. Morgan i N. U. Mayall detaljno su proučavali mnoge galaktike na ovaj način i uočili ovisnost oblika galaktike o njezinom spektru, odnosno o njezinim fizikalnim svojstvima. Govoreći o Hubble-Sandage klasifikaciji, naglasili smo da su eliptične galaktike uglavnom sastavljene od starih, crvenih zvijezda i žutih zvijezda tipa G i K. Spiralne galaktike sastoje se većinom od mlađih i žućih zvijezda A, F i G tipa, dok su nepravilne galaktike građene od vrlo mladih O i B zvijezda. To su ustanovili Morgan i Mayall mjereći spektre galaktika.
Kako, idući od kasnijih prema ranijim galaktikama Hubblova sustava sve više dominira jezgrino područje (tj. koncentracija prema jezgri je sve veća), to će razvoj spektralnog tipa galaktike ujedno označavati i razvoj koncentracije zvijezda prema jezgri. Štoviše, Morgan je u svojoj klasifikaciji koncentraciju prema jezgri uzeo kao glavni kriterij, te je, koristeći se fotografijama što ih je načinio Hubble 100 i 200 inčnim dalekozorima, uveo novi sustav klasificiranja (objavljen u kolovozu 1957. godine, u Publications of the Astronomical Society of the Pacific, (Vol. 69, No. 409) u kojemu tip određen na temelju koncentracije prema jezgri pokazuje i njegova spektralna obilježja.

### Opis klasifikacije
Morgan je, na temelju karakteristika spektra, podijelio galaktike u sedam tipova i označio ih, držeći se spektralne klasifikacije zvijezda, kao:
| a | af | f | fg | g | gk | k |
| - | -- | - | -- | - | -- | - |

Na dva suprotna kraja nalaze se a i k tipovi galaktika:
—spektralni tip a predstavlja galaktike vrlo male koncentracije zvijezda prema jezgri (ili uopće odsustvo jezgre) sastavljene od zvijezda B, A i F tipa.
—spektralni tip k obuhvaća galaktike s najvećom koncentracijom zvijezda prema jezgri, tako da njihov sjaj dolazi uglavnom od sjajnoga jezgrinog područja. Dominiraju zvijezde K tipa.
Osnovnoj oznaci spektralnog tipa pridodaje Morgan oznake za oblik:
S – spiralan
B – prečkasto spiralan
E – eliptičan
I – nepravilan
Ep – eliptičan s dobro istaknutom prašinastom apsorpcijom
D – simetrija okretanja bez jasno izražene spiralne ili eliptične strukture
Osim toga, može se još dodati oznaka za:
L – niski površinski sjaj
N – sustavi s malim sjajnim jezgrama superponiranima na tamnu pozadinu
p – pekulijarna jezgra
Intermedijarni oblici označavaju se kombiniranjem oznaka (na primjer, ED).
Nakon oznake za oblik može se dodati i broj od 1 do 7:
1 – ako galaktiku gledamo okomito na njezinu ravninu
7 – ako je pravac gledanja u glavnoj ravnini
Ovaj parametar ovisi o kutu pod kojim galaksiju gledamo i nije bitno svojstvo objekta.
1962. godine u The Astrophysical Journal, (Vol. 135, No. 1) W. W. Morgan predlaže pojednostavljenu inačicu svoje klasifikacije nazvanu y' (prva je verzija nazvana y). U toj inačici spektralne tipove galaktika zamjenjuje brojevima od 1 do 7 (na taj način smanjuje količinu informacija) prema stupnju koncentracije. Izmjena je izvršena prema sljedećoj tablici:
| 1   | 2   | 3  | 4   | 5  | 6    | 7    |
| --- | --- | -- | --- | -- | ---- | ---- |
| aI  | aS  | fS | fgS | gS | gkS  | kE   |
| aIp | afS | fB | fgB | gB | kS   | kD   |
|     | aB  |    |     |    | gkB  | (kB) |
|     | afB |    |     |    | (kB) |      |
Morganova klasifikacija y' prikazana je na slici 12.

### Zaključak
Ova klasifikacija možda ponajbolje odgovara zahtjevima, jer uz fizikalna prikazuje i morfološka obilježja pojedinih galaktika. Za klasificiranje su bitnije spektralne odnosno fizikalne karakteristike, dok je sam obllik od drugorazrednog značaja.
Dosta je vjerojatno de evolucija galaktika teče prema slici 12. od 1 prema 7, što je izraženo sve većom koncentracijom prema jezgri (sve većim jezgrinim područjem koje nastanjuju stare zvijezde).
|             | NGC            | po Morganu    | po Hubbleu |
| ----------- | -------------- | ------------- | ---------- |
| I galaktike | NGC 3690       | aI            | -          |
| I galaktike | NGC 3995       | afI ili afS5p | Sc         |
| I galaktike | NGC 2537       | aI            | Sc         |
| I galaktike | NGC 4214       | aI            | Irr        |
| I galaktike | NGC 4490       | afI           | Sc         |
| S galaktike | NGC 157        | afS3          | Sc         |
| S galaktike | NGC 1058       | afS1          | Sc         |
| S galaktike | NGC 3162       | fS2           | Sc         |
| S galaktike | NGC 3810       | fS3           | Sc         |
| S galaktike | NGC 3938       | fgS1          | Sc         |
| S galaktike | NGC 4651       | gS4           | -          |
| S galaktike | NGC 7331       | gkS5          | Sb         |
| S galaktike | NGC 2841       | kS5           | Sb         |
| S galaktike | NGC 488        | kS2           | Sb         |
| S galaktike | NGC 4698       | kS5           | Sa         |
| S galaktike | NGC 224 (M 31) | kS5           | Sb         |
| B galaktike | NGC 7479       | fB2           | SBb        |
| B galaktike | NGC 1300       | fB2           | SBb        |
| B galaktike | NGC 3992       | fB4           | SBb        |
| B galaktike | NGC 5850       | gB1           | SBb        |
| B galaktike | NGC 1398       | kB2           | SBb        |
| B galaktike | NGC 4643       | kB            | SB0        |
| D galaktike | NGC 4562       | gD5           | S0         |
| D galaktike | NGC 5273       | gkD2          | S0         |
| D galaktike | NGC 3489       | gkD5          | S0pec      |
| D galaktike | NGC 3626       | gkD4          | Sa         |
| D galaktike | NGC 3115       | kD7           | E7         |
| D galaktike | NGC 4111       | kD7           | S0         |
| D galaktike | NGC 4762       | gkD7          | Sa         |
| N galaktike | NGC 4051       | fS3N          | Sb         |
| N galaktike | NGC 4151       | gkS4pN        | Sa         |
| p galaktike | NGC 4151       | gkS4pN        | Sa         |
| p galaktike | NGC 1808       | fS5p          | -          |

## Holmbergova klasifikacija

### Uvod
Holmbergova klasifikacija predstavlja još jednu modifikaciju Hubble-Sandage sustava. Temelji se na činjenici da je prava boja (nakon svih korekcija, npr. za apsorpciju) neke galaktike funkcija razvijenosti krakova. Držeći se ovoga, Holmberg je uveo neke izmjene u svojoj modifikaciji tradicionalnog sustava. Prije svega, ukinuo je podjelu spiralnih galaktika na normalne spiralne (S) i prečkaste spiralne (SB), jer se prisustvo ili odsustvo prečke ne odražava na unutrašnjem sastavu galaktike, tj. o tome ne ovisi boja galaktike. Osim toga, ova je izmjena izvršena i zbog toga što postoji velik broj galaktika čija su svojstva nerazgraničena između S i SB podrazreda. Holmberg sve spiralne galaktike označava sa S, a unutar tog razreda podjelu vrši samo s obzirom na boje, odnosno razvijenost spiralnih krakova.
Nadalje, Holmberg drži da je podjela kasnijih spiralnih tipova, s obzirom na raznolikosti koje se javljaju unutar velikog broja predstavnika, nedovoljno precizna. Zato je od tipova Sb i Sc napravio četiri nova tipa i označio ih ovako:
| Sb- | Sb+ | Sc- | Sc+ |
| --- | --- | --- | --- |

Eliptične galaktike označio je sve s E, jer one, osim stupnja eliptičnosti, sve pokazuju vrlo slična svojstva, odnosno boje.
Holmberg je zadržao podjelu nepravilnih galaktika na dva tipa.

### Opis klasifikacije
Konačan izgled sustava je ovakav:
E——S0——Sa——Sb-——Sb+——Sc-——Sc+——Ir I——Ir II
Karakteristike novih tipova su sljedeće:
Sb- tip ima prošireno jezgrino područje koje predstavlja znatan dio ukupnog sjaja, krakovi su simetrični i prilično zatvoreni, a u većini slučajeva rastavljanje krakova u zvijezde nije zamjetljivo.
Primjeri: NGC 224, NGC 3031
Sb+ tip obuhvaća kasne Sb galaktike. Jezgrino područje je razmjerno maleno, krakovi su simetrični, ali otvoreniji nego kod Sb-, rastavljanje krakova u zvijezde je zamjetljivije.
Primjeri: NGC 3953, NGC 3992
Sc- tip karakterizira malena jezgra, više ili manje simetrični krakovi koji su dosta otvoreni i prilično istaknuti, rastavljanje dobro uznapredovalo.
Primjeri: NGC 5194, NGC 5457
Sc+ tip nema istaknutog jezgrinog područja, krakovi su poremećeni i slabo definirani, prilično su kratki. Rastavljanje u zvijezde je vrlo jako, usporedivo s onim kod Ir I galaktika.
Primjeri: NGC 598, NGC 2403

### Zaključak
Ova klasifikacija, na neki način, povezuje Hubble-Sandage sustav i klasifikaciju W. W. Morgana. Holmberg se drži morfološkog redoslijeda, ali izbacuje neke dijelove za koje smatra da nisu od bitnog značenja; podjela na osam tipova E galaktika temeljena na omjeru promjera nije potrebna, jer boja galaktike, po svemu sudeći, uopće o tome ne ovisi. Nije bitno prisustvo prečke, jer niti to ne utječe na boju galaktike. Dakle, može se ipak konstatirati da Holmberg, u odnosu boja–oblik, ipak oblik podređuje boji.
U svojemu radu A Photographic Photometry of Extragalactic Nebulae iz 1958. godine, Holmberg navodi 300 galaktika koje klasificira prema svojemu sustavu. Od tih galaktika mnoge je bilo teško svrstati, jer su predstavljale ili prijelazne oblike, ili neke abnormalne objekta. Tako je, na primjer, neke spiralne galaktike, kojima nije mogao odrediti tip, označio samo sa S, ili, u slučaju abnormalnosti, sa Sp (pekulijarne). Donja tablica prikazuje frekvenciju galaktika po tipovima u Holmbergovoj klasifikaciji, na temelju tih 300 galakrika:
|    |    |    |     |    |    |    |     |     |     |    |     |     |      |       |
| E  | Ep | S0 | S0p | S  | Sp | Sa | Sap | Sb- | Sb+ | Sc | Sc- | Sc+ | Ir I | Ir II |
| 14 | 6  | 18 | 2   | 19 | 3  | 20 | 1   | 16  | 35  | 2  | 85  | 51  | 22   | 6     |

## Van den Berghova klasifikacija

### Uvod
Osim u oblicima, galaktike pokazuju velike raznolikosti i u sjaju. One najsjajnije mogu biti za oko 104 puta sjajnije od onih najmanje sjajnih. Izgleda vjerojatno da se takve velike razlike u sjaju manifestiraju i u izgledu pojedinih galaktika. Stvarno je i uočeno da je stupanj razvijenosti spiralnih krakova kasnih (po Hubbleu) galaktika funkcija apsolutne veličine M. Galaktike s najjačim sjajem imaju i najbolje razvijenu spiralnu strukturu. Štoviše, veza između apsolutnoga sjaja i razvijenosti krakova je toliko jaka, da taj odnos može biti upotrijebljen za definiranje klasifikacije kasnih galaktika prema sjaju.
Van den Berghova pripremna klasifikacija galaktika kasnog tipa prema sjaju izvršena je na temelju jednolično eksponiranih fotografskih ploča napravljenih Schmidtovim dalekozorom na  zvjezdarnici Mt. Palomaru. Potreba za jednoličnim eksponiranjem (kako bi se sjajevi mogli međusobno uspoređivati) onemogućila je preciznije uočavanje morfoloških karakteristika galaktika, naročito onih sjajnijih, kod kojih je središnje područje preeksponirano, kao i kod onih vrlo slaba sjaja. No, vanjska područja sjajnijih galaktika sadrže sasvim dovoljno informacija za potrebe klasificiranja.
Kako je broj galaktika s poznatim sjajem koje mogu biti upotrijebljene kao standardi bio u to vrijeme dosta malen, ovaj klasifikacijski sustav bio je uveden kao pripremni sustav, a definitivni mu je oblik mogao biti zasnovan na većem broju standarda od tada raspoloživih. Usto bi takav sustav obuhvatio i kriterije za jezgrina i vanjska područja.

### Opis klasifikacije
Pripremna klasifikacija prema sjaju bila je ograničena uglavnom na Hubbleove Sc i Irr galaktike i sadržvala je dva parametra:
a) galaktički tip
- oznake su bile zadržane od Hubble-Sandage klasifikacije, a zadržan je bio i Hubble-Sandage tip kao parametar, jer on dobro korelira s bojama galaktika i povezan je sa zvjezdanim sastavom galaktike.
b) galaktički razred sjaja
I – superdivovske galaktike
II – sjajne divovske galaktike
III – normalne divovske galaktike
IV – poddivovske galaktike
V – patuljaste galaktike
Poddivovske galaktike mogle su, prema stupnju razlučivanja (a to je kod ovih bilo moguće zamijetiti, jer snimci uglavnom nisu bili preeksponirani, niti preslabi) doći kao S- i S+ varijante  (nisko, odnosno, visoko razlučivanje), dok već kod patuljastih galaktika ovo više nije bilo moguće razabrati.
U pripremnoj klasifikaciji postojale su tri skupine s obzirom na galaktički tip (sa S(b) mogle su se označiti galaktike koje su odgovarale de Vaucouleursovim SAB galaktikama):
1. skupina
Sc I – superdivovske spiralne galaktike
Galaktike imaju duge, dobro razvijene krakove, relativno visoka sjaja. Razlikuju se dvije varijante:
1. galaktike s masivnim krakovima (koji su, obično, manje čvrsto smotani)
2. galaktike s filamentnim krakovima (koji su obično čvršće smotani)
Primjer: NGC 908
Sc II – sjajne divovske spiralne galaktike
Krakovi su slabije razvijeni nego kod Sc I. Osobine se između Sc I i Sc III.
Primjer: NGC 578
Sc III – normalne divovske spiralne galaktike
Na pločama je jezgra još uvijek bila preeksponirana. Krakovi kratki i mrljasti.
Primjer: NGC 2403
S IV – poddivovske spiralne galaktike
Jezgra je jedva preeksponirana na pločama. Spiralna struktura se teže nazire. Razlikuju se dvije već opisane varijante: S- i S+.
Primjer: NGC 2500
S V – patuljaste spiralne galaktike
Vrlo nizak površinski sjaj s malom koncentracijom sjaja prema jezgri. Spiralna struktura se jedva zapaža.
2. skupina
SBc I – superdivovske prečkaste galaktike
Dugi, sjajni i prilično otvoreni krakovi koji izbijaju s krajeva jako razvijene prečke.
SBc II – sjajne divovske prečkaste galaktike
Sjajna prečka, krakovi prilično magličasti.
Primjer: NGC 7741
SBc III – normalne divovske prečkaste galaktike
Dobro razvijena prečka, krakovi pahuljičasti.
SB IV – poddivovske prečkaste galaktike
Prilično sjajna prečka uronjena u maglicu.
Primjer: NGC 1727
SB V – patuljaste prečkaste galaktike
Slaba prečka uronjena u tamnu maglicu
3. skupina (nepravilne galaktike ograničene su isključivanjem sudarajućih i međudjelovajućih, kao i deformiranih eliptičnih i eliptičnih koje pokazuju prašinaste pojaseve)
Ir II – sjajne divovske nepravilne galaktike
Tragovi spiralne strukture na krajevima odijeljenima od glavnog tijela, koje je slično Ir III galaktikama.
Primjer: NGC 3310
Ir III – normalne divovske nepravilne galaktike
Središnje područje još preeksponirano i okruženo magličastim mrljama koje predstavljaju ostatke spiralnosti.
Primjer: NGC 4532
Ir IV – poddivovske nepravilne galaktike
Potpuno nepravilni objekti bez jezgre. Nema preeksponiranih dijelova. Nema naznaka spiralnosti. Varijante Ir+ IV i Ir- IV javljaju se s obzirom na mogućnost razlučivanja (visoko, odnosno, nisko razlučivanje).
Primjer: IC 10
Ir V – patuljaste nepravilne galaktike
Slab površinski sjaj.
Primjer: NGC 1613
K tome se mogu dodavati oznake za:
– nesigurnu klasifikaciju     :
– galaktike s pahuljičastim i magličastim krakovima     Scn
– spiralne krakove s mrljastom strukturom     Sc*
– iskrivljene krakove (što može biti posljedica sadašnjega ili prijašnjeg međudjelovanja)    Sct
(Ako se neko od gore nabrojenih svojstava naročito ističe, može se stavljati oznaka poput nn ili tt ili**. Slabo istaknuta svojstva označena su s(n), (t) ili (*).)
– galaktike oblika diska     SD

### Zaključak
Klasifikacija je značajna zbog toga što se na temelju nje može odrediti apsolutni sjaj galaktike s točnošću do 0,5m, a time i njezina udaljenost. U tablici je prikazan apsolutni sjaj pojedinih razreda.
| Razred   | Sjaj  |
| -------- | ----- |
|          |       |
| I        | -20,0 |
| I – II   | -19,7 |
| II       | -19,4 |
| II – III | -18,9 |
| III      | -18,3 |
| III – IV | -18,0 |
| IV       | -17,3 |
| IV – V   | -16,1 |

Ovako se odredi apsolutna veličina galaktike. Iz poznate formule dobije se udaljenost:
{\displaystyle M=m+5-5\times \log d(pc)}
Na slici 13. prikazani su položaji pojedinih razreda sjaja u dijagramu prividna veličina / radijalna brzina. Ovisnost logaritma udaljenosti i prividne veličine je linearna:
{\displaystyle \log d={\frac {1}{5}}\times m-\left({\frac {M}{5}}-1\right)}
{\displaystyle d\sim V\left(rad\right)}
{\displaystyle \log V\left(rad\right)\sim m}

## Zwickyjeva klasifikacija

### Uvod
Zwicky je uočio dvije mogućnosti klasificiranja galaktika: prema unutarnjem sastavu i karakteristikama zvijezda kao prvu mogućnost, te prema njihovim masama ili sjajevima kao drugu mogućnost. Kako se s vremenom otkrivalo sve više galaktika koje možda uopće ne sadrže zvijezde, nego se sastoje potpuno iz više ili manje vrućih plinova, postajalo je vrlo nesigurno pitanje sastava različitih izvangalaktičkih sustava. Zbog toga je Zwicky odbacio prvu mogućnost i nastojao klaificirati galaktike po proizvoljno odabranom redoslijedu mase i sjaja. Klasifikacija je objavljena 1964. godine.

### Opis klasifikacije
Sustav klasifikacije sadržan je u sljedećem:
|                                          |                                                       |
| 1. Divovske galaktike                    | {\displaystyle {\frac {M}{M_{\odot }}}>10^{8}}        |
| 2. Normalne ili intermedijarne galaktike | {\displaystyle 10^{8}>{\frac {M}{M_{\odot }}}>10^{6}} |
| 3. Patuljaste galaktike                  | {\displaystyle 10^{6}>{\frac {M}{M_{\odot }}}>10^{4}} |
| 4. Pigmejske galaktike                   | {\displaystyle 10^{4}>{\frac {M}{M_{\odot }}}>10^{2}} |
| 5. Gnomske galaktike                     | {\displaystyle 10^{2}>{\frac {M}{M_{\odot }}}>\;\;1}  |
|                         |                                                       |
| 1. Divovske galaktike   | {\displaystyle {\frac {L}{L_{\odot }}}>10^{8}}        |
| 2. Normalne galaktike   | {\displaystyle 10^{8}>{\frac {L}{L_{\odot }}}>10^{6}} |
| 3. Patuljaste galaktike | {\displaystyle 10^{6}>{\frac {L}{L_{\odot }}}>10^{4}} |
| 4. Pigmejske galaktike  | {\displaystyle 10^{4}>{\frac {L}{L_{\odot }}}>10^{2}} |
| 5. Gnomske galaktike    | {\displaystyle 10^{2}>{\frac {L}{L_{\odot }}}>\;\;1}  |
Pojam "normalnih galaktika" ne mora značiti da se one javljaju najčešće. One su bile najbrojnije među dotad (1964.) promatranim galaktikama.
Analogna klasifikacija moguća je i prema ukupnim radio-tokovima pojedinih galaktika.

### Zaključak
Ova klasifikacija sasvim zanemaruje oblik galaktike. Zwicky je držao da je, zbog nesigurnosti po pitanju sastava galaktika, ovo bio najbolji način klasificiranja. Ali, takva je klasifikacija bila poprilično neprecizna i odgovara samo za grublje opisivanje galaktika.

## Klasificiranje po Yerkesu
Klasificiranje prema Yerkskom opservatoriju također je u upotrebi, ali rijetko.

## Nove vrste
- zelena graškasta galaktika (eng. green bean galaxy, kratica GBG, također i green pea galaxy[1]  Otkrivena je promatranjima ESO-vog Vrlo velikog teleskopa (Very Large Telescope, VLT), teleskopa Blizanci Jug (Gemini South) i teleskopa Kanada-Francuska-Havaji (Canada-France-Hawaii Telescope, CFHT). Dobila je nadimak zbog neuobičajene pojave. Sjaje intenzivnim svjetlom emitiranim iz okružja divovskih crnih rupa i među najrjeđim su objektima u svemiru. Kod ove vrste galaktike sve sjaji, ne samo središte. Sjaje neobičnim zelenim sjajem.[2] Za ovu vrlo rijetku vrstu astronomskih objekata smatra se da su kvazarska ionizacijska jeka.[3][4][5] Radi se o novoj galaktici NGC 6861, izvorno otkrivenoj 1826., za koju se smatra da je izvorno bila spiralna koja je prešla u lećastu. Svojstva su joj uspjeli otkriti tek u današnjici.[6] Novi je objekt dobio oznaku J224024.1−092748 (skraćeno J2240).[1]

## Vanjske poveznice
- The New General Catalogue Online - A website maintained by the NGC/IC Project.
- List of NGC objects @ SEDS  Arhivirana inačica izvorne stranice od 5. kolovoza 2011. (Wayback Machine)
- List of NGC objects @ The Electronic Sky